# Humboldt-Box
La Humboldt-Box est un bâtiment d'exposition temporaire sur la Schloßplatz à Berlin en face du Lustgarten dans le quartier de Mitte entre 2011 et 2018. 
Lors de la reconstruction du château de Berlin et de l'installation du Forum Humboldt, le bâtiment renseignait sur l'histoire du lieu et son concept muséal futur. Bien qu'il s'agisse d'un projet du département du Sénat de Berlin pour le développement urbain, il était financé par des fonds privés. Un appel d'offres a été lancé afin de trouver des donateurs. En septembre 2009, la société Megaposter a remporté le contrat.
Les sujets d'exposition de la Box comprenaient l'histoire, la construction et l'avenir du château de Berlin et du Forum Humboldt, ainsi que des informations sur les nouveaux concepts d'exposition interactifs développés pour le Forum Humboldt. L'accent était mis sur les collections non-européennes et sur les mondes de la culture et de la science. En 2013, la Humboldt Box a accueilli 136 000 visiteurs. Elle a fermé en décembre 2018 puis a été démantelée.

## Contexte
Le toit du bâtiment, d'une surface de 3 000 m2 était composé d'une terrasse panoramique et d'un restaurant. Un étage du bâtiment permettait également d'organiser des événements.
Les expositions de la Humboldt-Box ont été conçues par la Fondation pour le Forum Humboldt du château de Berlin ainsi que par les futurs acteurs du Forum Humboldt, du Musée ethnologique et du Musée d'Art asiatique des musées d'État de Berlin, de la Fondation du patrimoine culturel prussien et de l'Université Humboldt. En outre, l'association de parrainage du château de Berlin a été impliquée dans la promotion de dons pour la fabrication de répliques de la façade du château.
L'opérateur commercialise des espaces publicitaires sur les façades du nouveau Palais de Berlin et à proximité de la Humboldt-Box pour financer le projet Humboldt-Box. Deux ans après l'ouverture de la Humboldt-Box, 500 000 visiteurs ont été accueillis.

## Critiques
La hauteur et l'emplacement de la boîte ont été critiqués de divers côtés, ce qui a rendu la rue Unter den Linden scellée, et la vue de la cathédrale aurait également été partiellement bloquée.
Hermann Parzinger, président de la Fondation du patrimoine culturel prussien, qui a contribué à la conception des expositions de la Humboldt Box, a toutefois souligné que « vous pouvez enfin voir la capitale telle qu'elle apparaîtrait depuis le Forum Humboldt ».

## Galerie

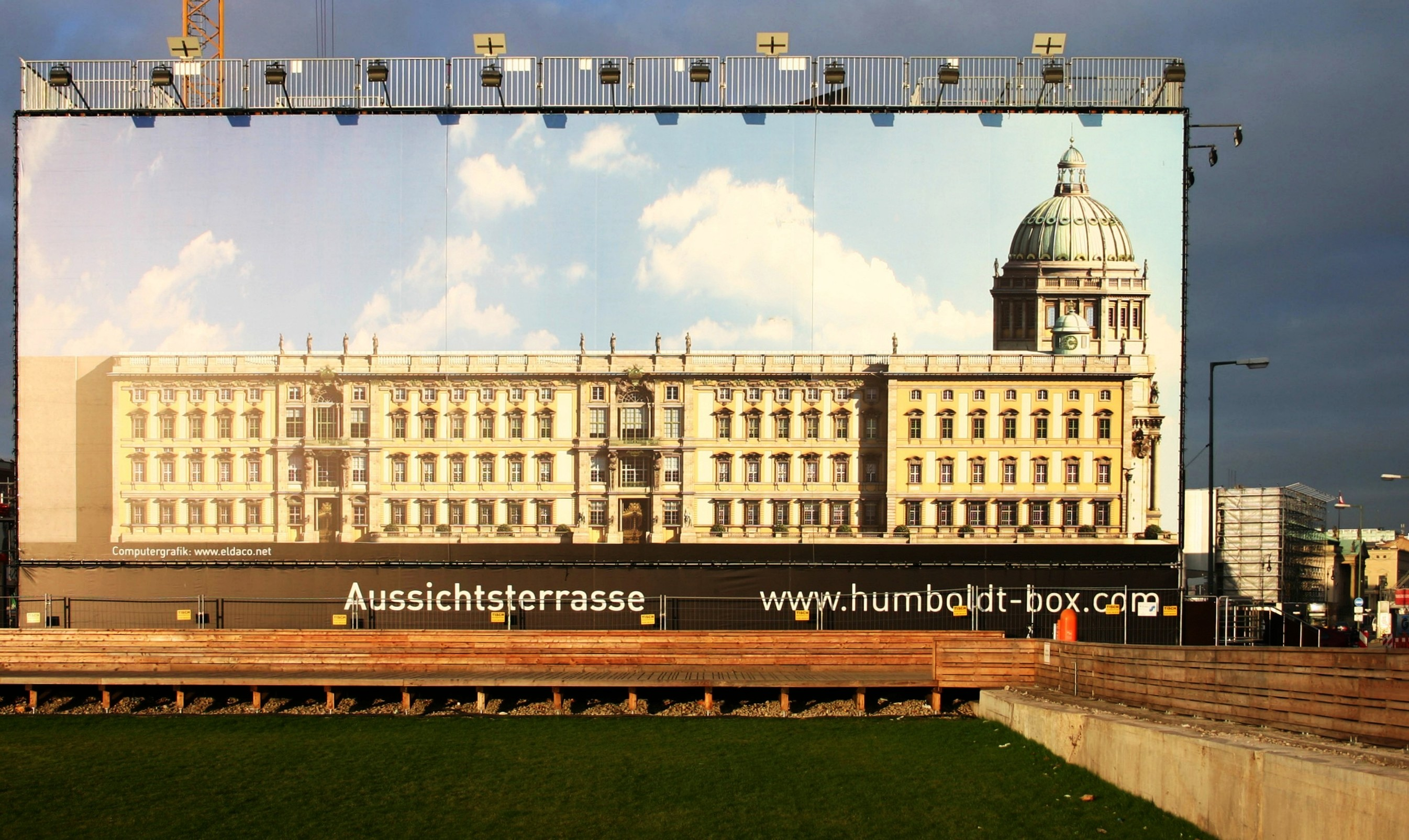
L'échafaudage de la coque de la Humboldt-Box était initialement recouvert d'une infographie du Palais de la ville de Berlin, 9 avril 2010.
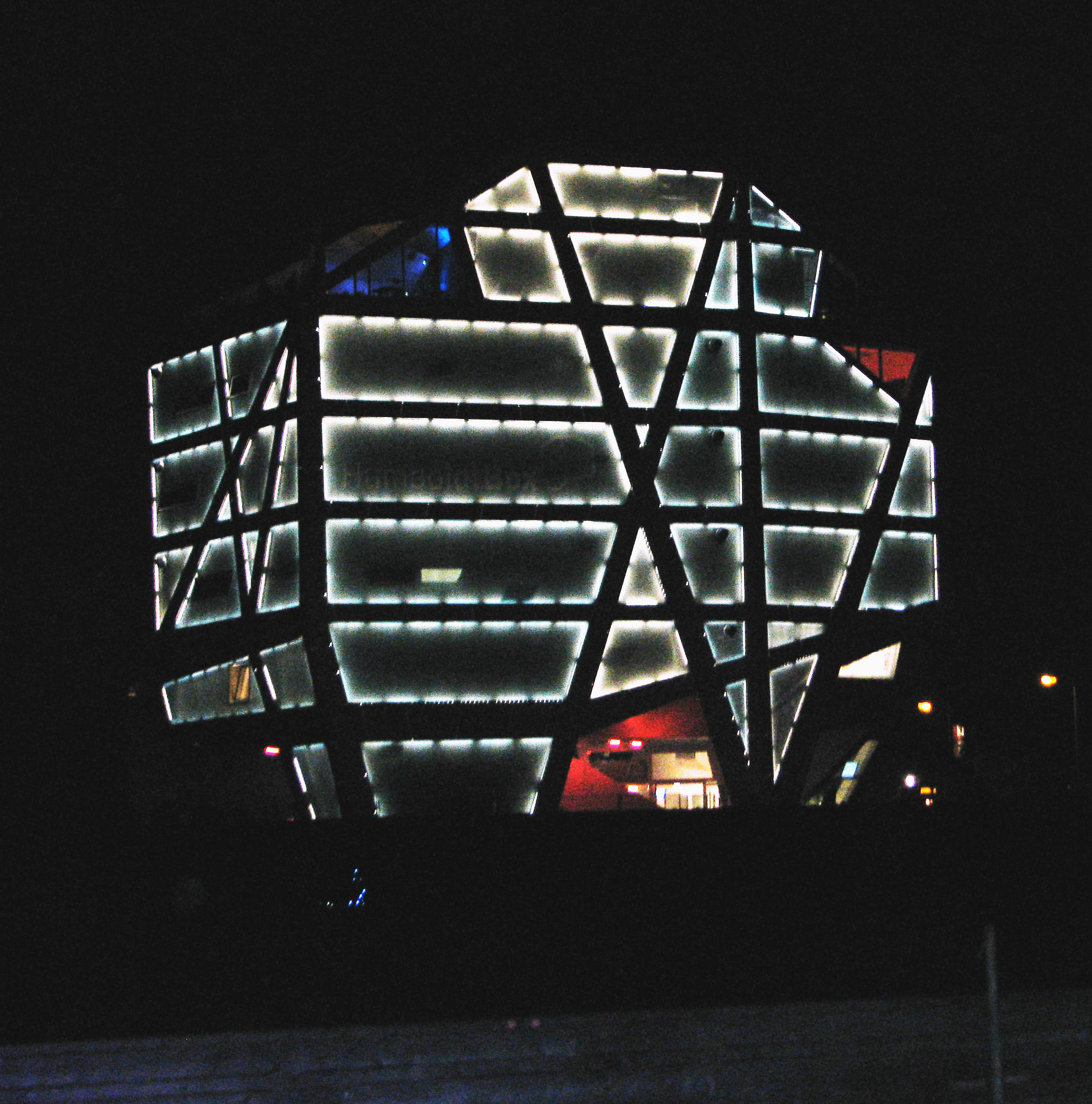
La Humboldt-Box de nuit.
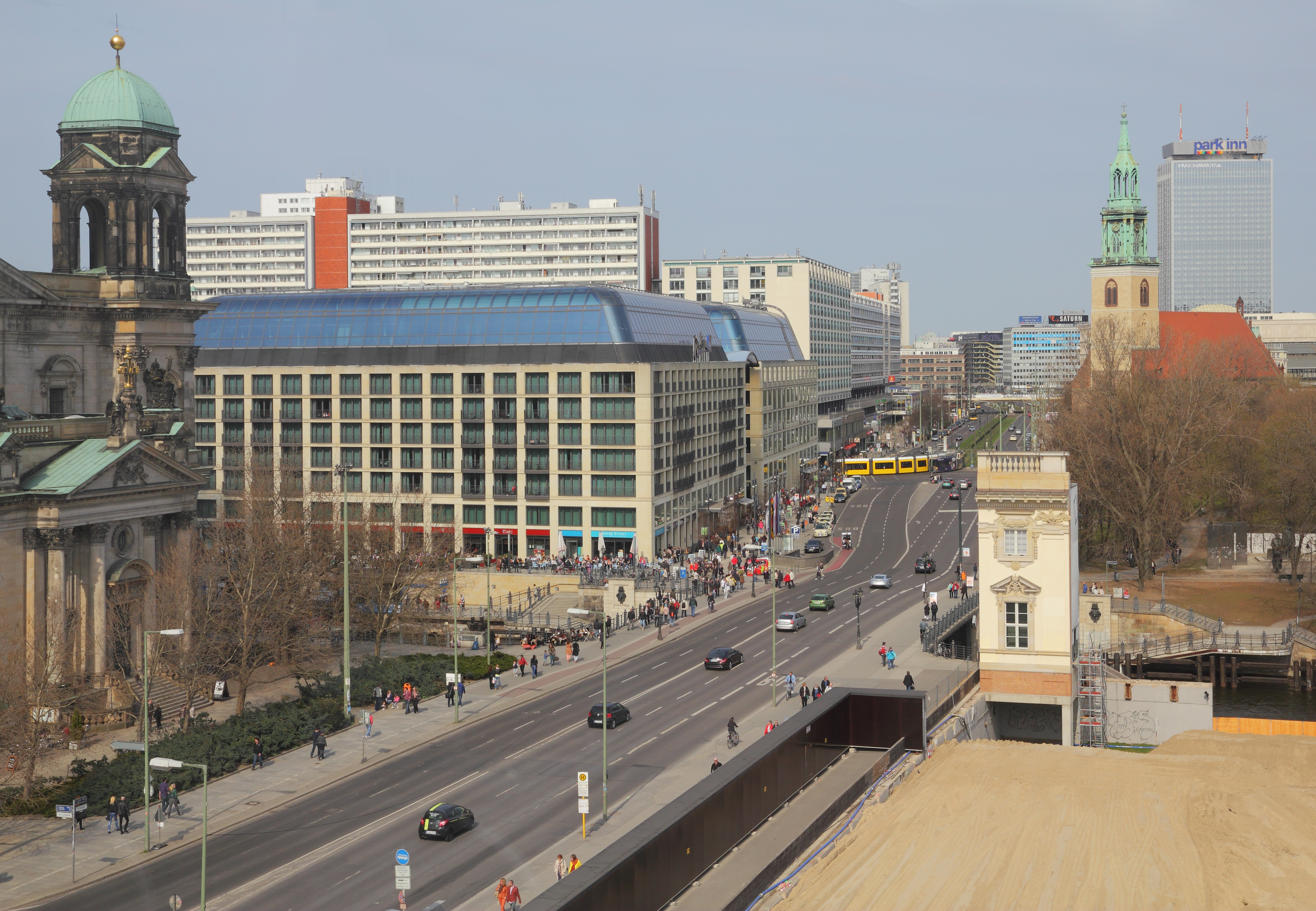
Vue depuis la Humboldt-Box sur le Schloßbrücke et Karl-Liebknecht-Straße.